# 아마르 보스
아마르 보스(Amar Bose, 1929년 11월 2일 ~ 2013년 7월 12일)는 인도계 미국인 학자이자 기업인이다. MIT에서 전자공학과 교수로 재직했으며, 음향기기 기업인 보스를 창업했다.

## 생애
1929년 미국 펜실베이니아주 필라델피아에서 인도 벵골 출신의 아버지와 백인 어머니 사이에서 태어났다. MIT에서 전자공학 학사 및 석박사 학위를 받고 1951년부터 2001년까지 교수로 재직했다. 1964년 자신의 이름을 딴 회사를 설립하고 스테레오 스피커를 비롯한 음향기기를 생산했으며, 2007년 포브스가 발표한 세계 억만장자 순위에서 18억 달러로 271위에 오르기도 했다. 2011년 회사 지분 대부분을 모교인 MIT에 기부했다.